# Василь Шиманський
Васи́ль Шима́нський (Шимон, Шиман-Шимоновський) (?, Біла Церква — червень 1668, Опішня) — військовий діяч Гетьманщини XVII століття, гадяцький полковник у 1662—1666 роках.

## Біографія
Походив з білоцерківського шляхетського роду Шимоновських, що був пов'язаний родинними зв'язками з Трощинськими. За іншою версією — був сином вихрещеного єврея Шимона.
1649 року — реєстровий козак Першо-Зіньківської сотні Полтавського полку. До 1661 року кілька разів обіймав посаду грунського сотника. 1661 року підтримав наказного гетьмана Якима Сомка. 1662 року очолив створений Сомком (виокремлений з Миргородського та Полтавського полків) Гадяцький полк з адміністративним центром у Зінькові.
У квітні 1662 року взяв участь у Козелецькій раді. 16 квітня підписав акт у соборній Спасо-Преображенській церкві міста Козельця про обрання Сомка повноважним гетьманом Війська Запорозького. Після Ніжинської чорної ради 1663 року та арешту Сомка не лише не був страчений чи засланий до Сибіру, а й залишився на посаді, здобувши прихильність нового гетьмана Івана Брюховецького.
За правління Брюховецького отримав у володіння землі поблизу Куземина та Груні, збудував декілька млинів по річці Ворсклі. Жертвував багато коштів на будівництво церков і монастирів. У містечку Груні 1663 власним коштом збудував Миколаївську церкву (ще існувала у 1927 році), де настоятелями тривалий час були його нащадки — священники Шимановські. Надав землі для побудови Скельського Спасо-Преображенського чоловічого монастиря за 5 верст від Груні (монастир діяв до 1786 року). 2 квітня 1665 року подарував монастиреві млин.
На початку 1665 разом з військовим канцеляристом Степаном Шубою їздив до Москви з чолобитною та грамотою від гетьмана Брюховецького. Того ж року був у складі делегації Війська Запорозького у Москві, 11 жовтня підписував Московські статті.
1666 року втратив полковницький уряд, поступившись Микиті Безпалому. Очолив Першо-Зіньківську сотню. 1667 року — грунський городовий отаман. У червні 1668 року вбитий прихильниками гетьмана Петра Дорошенка у таборі поблизу Опішні.

## Родина
Невідома на ім'я вдова Василя Шиманського після смерті чоловіка вийшла заміж за якогось Забузького, що згодом став ченцем Скельського монастиря.
Син Іван Василевич-Шиманович служив священником у Груні, заснував священницький рід Шимановських. Син Григорій Шиманенко — сотенний старшина Грунської сотні.